# Баграт Оганян
Баграт Оганян (вірм. Բագրատ Օհանյան; 5 лютого 1981 — 18 грудня 2021) — вірменський боксер, призер чемпіонату Європи серед аматорів.

## Аматорська кар'єра
На чемпіонаті Європи 2000 Баграт Оганян завоював бронзову медаль.
- В 1/8 фіналу переміг Гжегоша К'єлсу (Польща) — 11-8
- У чвертьфіналі переміг Атанасіоса Панатійоту (Кипр) — 13-3
- У півфіналі програв Паоло Відоцу (Італія) — 2-8

## Професіональна кар'єра
2002 року дебютував на професійному рингу. Загалом провів вісім боїв, в яких зазнав лише однієї поразки.